# Riofrío del Llano
Riofrío del Llano ist ein Ort und eine Gemeinde (municipio) mit 60 Einwohnern (Stand: 2024) im Zentrum der Provinz Guadalajara in der Autonomen Gemeinschaft Kastilien-La Mancha. Neben dem Hauptort Riofrío del Llano gehören die Ortschaften Cardeñosa und Santamera zur Gemeinde.

## Lage und Klima
Riofrío del Llano liegt in einer Höhe von ca. 1020 m in der Kulturlandschaft der Serranía. Die Entfernung zur südsüdwestlich gelegenen Provinzhauptstadt Guadalajara beträgt ca. 55 Kilometer (Fahrtstrecke). Das Klima ist gemäßigt bis warm; Regen (505 mm/Jahr) fällt übers Jahr verteilt.

## Bevölkerungsentwicklung
| Jahr      | 1970 | 1981 | 1991 | 2001 | 2011 | 2021 |
| Einwohner | 269  | 122  | 96   | 56   | 45   | 62   |

## Sehenswürdigkeiten
- Katharinenkirche in Riofrío del Llano

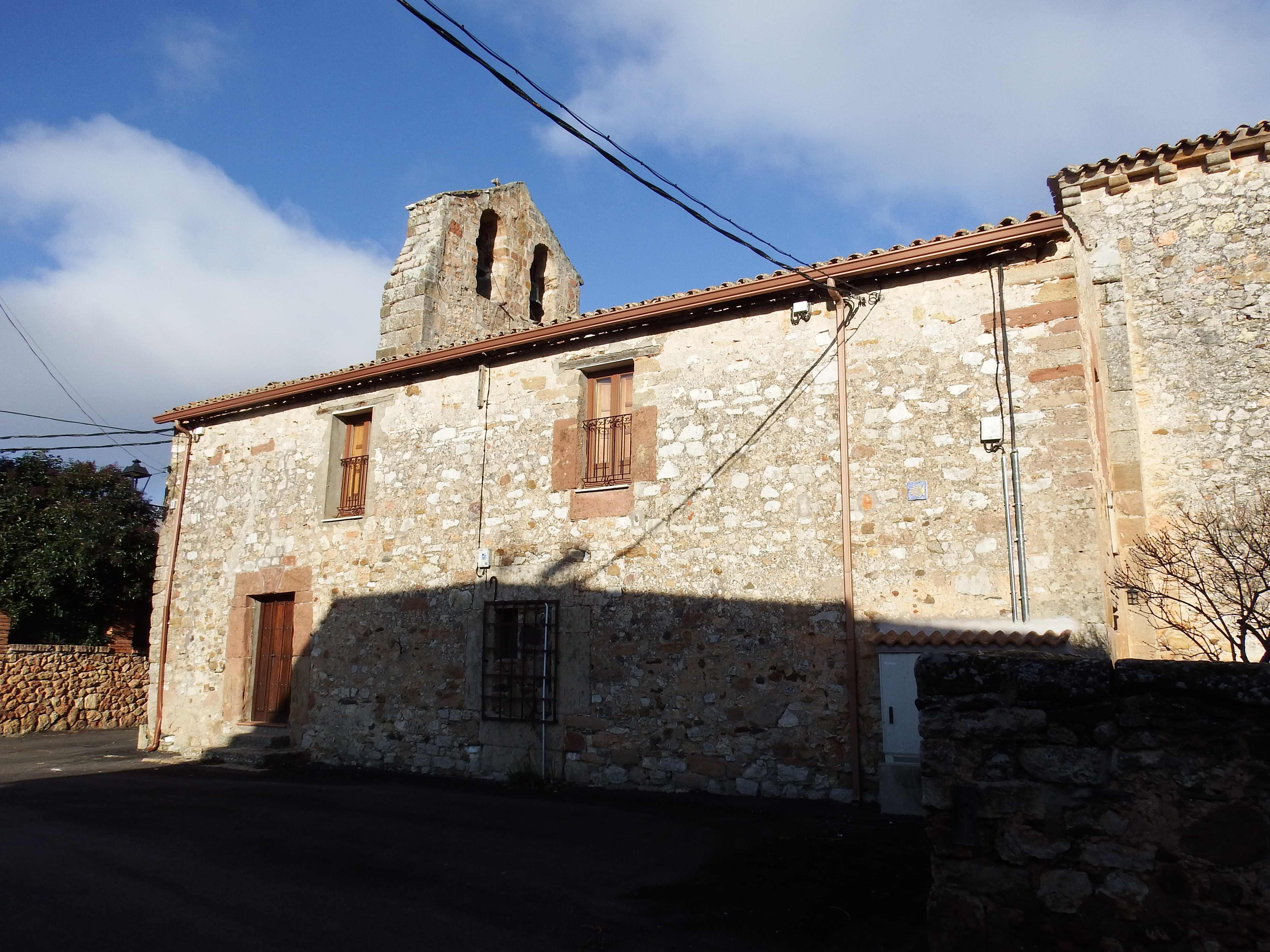
Katharinenkirche
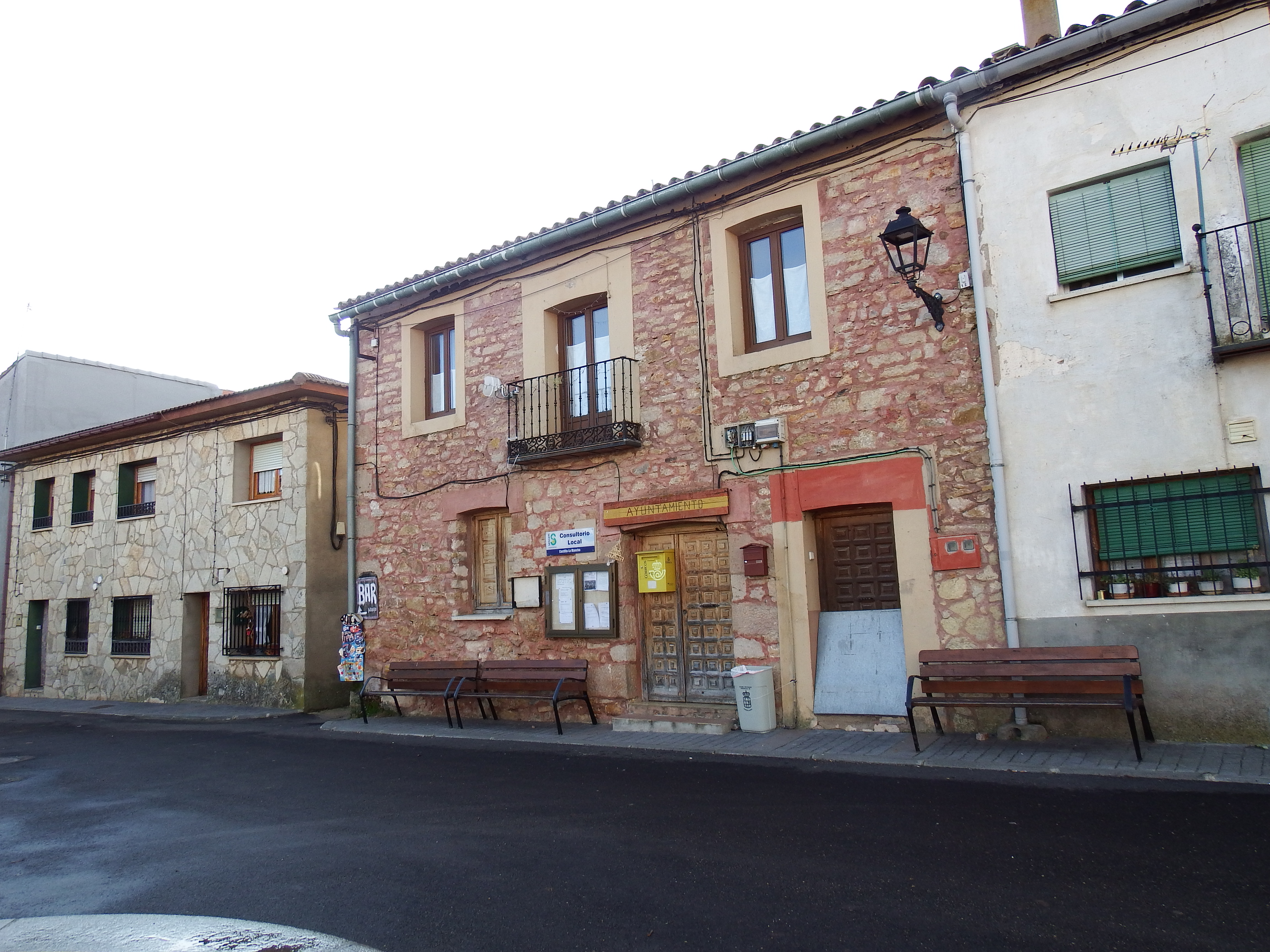
Rathaus